# Membri ai Academiei Române - X
Aceasta este o listă a tuturor membrilor Academiei Române ale căror nume încep cu litera X, începând cu anul înființării Academiei Române (1866) până în prezent.
- Alexandru D. Xenopol (1847 - 1920), istoric, economist, sociolog, membru titular (1893)